# Иссики
Иссики (яп. 一色町 Иссики-тё:) — бывший посёлок в Японии, находившийся в уезде Хадзу префектуры Айти. 1 апреля 2011 года вошёл в состав города Нисио.

## Географическое положение
Посёлок был расположен на острове Хонсю в префектуре Айти региона Тюбу. С ним граничали город Нисио и посёлок Кира. Его площадь составляла 22,53 км².

## Население
Население посёлка составляло 24 057 человек (1 мая 2010), а плотность — 1067,78 чел./км². Изменение численности населения с 1980 по 2005 годы:
| 1980 | 25 068 чел. |  |
| 1985 | 25 311 чел. |  |
| 1990 | 25 008 чел. |  |
| 1995 | 24 819 чел. |  |
| 2000 | 24 340 чел. |  |
| 2005 | 24 068 чел. |  |

## Символика
Деревом посёлка считалась Pinus thunbergii, цветком — гвоздика садовая.